# Tinetto
L’isola del Tinetto si trova nel mar Ligure, all'estremità occidentale del Golfo della Spezia; il suo territorio fa parte del comune di Portovenere.
Dal 1997 l'isola del Tinetto, insieme alle altre isole Palmaria e Tino, Portovenere e alle Cinque Terre è stata inserita tra i Patrimoni dell'umanità dell'UNESCO.

## Descrizione
Delle tre isole del Golfo, il Tinetto è quella che ha dimensioni più ridotte e che si trova più a sud, a poca distanza dal Tino. 

In realtà il Tinetto con i suoi circa 6000 m² di superficie è poco più di uno scoglio, alto appena 18 m sul livello del mare e con un perimetro che non supera il mezzo chilometro. L'isolotto è privo di vegetazione arborea (sono presenti solo alcuni arbusti tipici della macchia mediterranea).

## Antico cenobio
Sul suo angusto territorio il Tinetto (Tyrus minor nei testi medievali) conserva l'importante testimonianza di un antichissimo cenobio paleocristiano in terra ligure. 
Nella sua parte più occidentale, a strapiombo sul mare, è il rudere di un sacello paleocristiano costituito in oratorio, che risale al V secolo (forse addirittura al secolo precedente), orientato con l'abside rivolta a levante. Sulle pareti sono tracce di arcaiche decorazioni parietali a croci lunate, incise e affrescate con colori rosso e blu. La costruzione è ritenuta contemporanea ai resti paleocristiani presenti nella chiesa di san Pietro a Portovenere.
Spostandosi verso levante si trovano i resti di un edificio posteriore (VI-VII secolo), più complesso e costituito da una cappella a due absidi, alla quale è addossata una cappella monoabsidata di epoca più tarda. Di fronte sono quattro ambienti, probabili celle dei monaci della comunità. 
Più a nord è un altro ambiente distaccato. Intorno sono avanzi di cisterne, sedili, muretti di riparo dal vento, tombe e stradine d'accesso. 
I riscontri archeologici attestano che il complesso cenobitico del Tinetto era destinato ad una esigua ed ascetica comunità di monaci che qui vivevano con le scarse risorse di frutti, molluschi e pesca. L'eremo fu distrutto nell'XI secolo dai saraceni.
Questi resti sono forse i più antichi ed insigni di tutta la regione del Golfo e presentano analogie strutturali con quelle dell'antichissima Pieve di san Venerio, nella località romana di Boron (in pratica l'odierna Spezia) dove esisteva un cimitero paleocristiano. Va inoltre considerato che, a differenza degli edifici religiosi del vicino Tino, nel tempo l'architettura del cenobio del Tinetto ha subito scarse modifiche, peraltro concentrate solamente nell'arco di un paio di secoli, ed è rimasto così più vicino alle forme originali di architettura paleocristiana. 
Pochi metri a sud dell'isolotto, alla sommità di uno scoglio semisommerso, è collocata una statua della Madonna Stella Maris.

## Accesso
Come il Tino, anche il Tinetto non è accessibile ai privati cittadini poiché è sottoposto al vincolo della Marina Militare.

## Fauna
Sul Tinetto è presente un rettile endemico assai raro, la lucertola muraiola del Tinetto (podarcis muralis tinettoi).
Da molti anni sul Tinetto è stanziale  anche una colonia di gabbiani che diventano molto aggressivi durante il periodo delle covate.